# Nadja Sennewald
Nadja Sennewald (* 1971 in München) ist eine deutsche Autorin und Professorin für Schreibwissenschaft.

## Leben und Werk
Sennewald studierte an der Universität Hildesheim Kulturwissenschaften. 2007 promovierte sie an der Johann Wolfgang Goethe-Universität Frankfurt am Main zum Thema Alien Gender. Zur Inszenierung von Geschlecht in US-amerikanischen Science-Fiction-Fernsehserien. Von 2009 bis 2011 arbeitete sie an der Fakultät für Linguistik und Literaturwissenschaft an der Universität Bielefeld, von 2012 bis Ende 2017 leitete sie gemeinsam mit Dr. Stephanie Dreyfürst das Schreibzentrum der Goethe-Universität Frankfurt am Main, wo sie sich zudem in der Germanistik mit einer schreibwissenschaftlichen Studie habilitierte. Seit 2018 ist sie Professorin für Schreibwissenschaft im BA-Studiengang Kreatives Schreiben und Texten an der SRH Berlin University of Applied Sciences, School of Popular Arts, in Berlin.

## Bücher

### Romane
- schöner_wohnen.doc. Kiepenheuer & Witsch, Köln 2000, ISBN 3-462-02956-8.
- RunRabbitRun. Piper, München 2004, ISBN 978-3-492-24450-3.

### Wissenschaft
- Alien Gender. Die Inszenierung von Geschlecht in Science-Fiction-Serien. Transcript, Bielefeld 2007, ISBN 978-3-89942-805-6.
- mit Ernst, Thomas; Gozalbez Cantó, Patricia; Richter, Sebastian; Tieke, Julia (Hrsg.): Subversionen. Zum Verhältnis von Politik und Ästhetik in der Gegenwart. Transcript, Bielefeld 2008, ISBN 978-3-89942-677-9. (Online)
- mit Preußer, Ulrike (Hrsg.): Literale Kompetenzentwicklung an der Hochschule. Peter Lang Verlag, Frankfurt am Main u. a. 2012, ISBN 978-3-631-62056-4.
- mit Girgensohn, Katrin: Schreiben lehren, Schreiben lernen. Wissenschaftliche Buchgesellschaft, Darmstadt 2012, ISBN 978-3-534-23979-5.
- mit Dreyfürst, Stephanie (Hrsg.): Schreiben. Grundlagentexte zur Theorie, Didaktik und Beratung. Verlag Barbara Budrich/UTB, Opladen & Toronto 2014, ISBN 978-3-8252-8604-0.
- Schreiben, Reflektieren, Kommunizieren. Studie zur subjektiven Wahrnehmung von Schreibprozessen bei Studierenden. Wbv, Bielefeld 2021, ISBN 978-3-7639-6115-3.